# Eike Kiltz
Eike Kiltz (* 1975) ist ein deutscher Mathematiker auf dem Gebiet der Kryptologie und derzeit Professor an der Ruhr-Universität Bochum.

## Leben und Karriere
Kiltz studierte von 1995 bis 2001 Mathematik an der Ruhr-Universität Bochum (RUB) und promovierte dort 2004. Anschließend forschte er als Post-Doktorand von Mihir Bellare für ein Jahr an der University of California, San Diego. 2005 bis 2010 war er Mitglied der Kryptologie-Gruppe am Centrum Wiskunde & Informatica in Amsterdam. 2010 wurde Kiltz mit dem Sofja-Kovalevskaja-Preis für theoretische Informatik ausgezeichnet. Mit dem Preisgeld von 1,65 Millionen Euro kehrte er an die RUB zurück und übernahm eine W2-Professur für Kryptologie und IT-Sicherheit am Horst Görtz Institut für Sicherheit in der Informationstechnik. Seit 2015 ist Kiltz Inhaber des Lehrstuhls für Kryptographie. 
2014 erhielt Kiltz für die Fortführung seiner Forschung einen ERC Consolidator Grant des Europäischen Forschungsrates in Höhe von 1,8 Mio. Euro.
Seit 2019 ist er zusammen mit Christof Paar und Angela Sasse Sprecher des Exzellenzclusters „Cyber-Sicherheit im Zeitalter großskaliger Angreifer“ (CASA).
2022 erhielt Kiltz einen ERC Advanced Grant des Europäischen Forschungsrates in Höhe von 2,5 Mio. Euro.
Kiltz' Forschungsschwerpunkt liegt in den theoretischen Grundlagen von asymmetrischen Verschlüsselungsverfahren. Ziel seiner Forschungen ist, die Verfahren derart zu verbessern, dass sie, im Gegensatz zu heutigen Public-Key-Verfahren wie das RSA-Kryptosystem, auch gegen den Einsatz der möglichen Rechenleistung von Quantencomputern sicher sind (Post-Quanten-Kryptographie). Mit Peter Schwabe und anderen ist er wesentlich an verschiedenen Post-Quanten-Kryptographie-Verfahren beteiligt, die 2022 durch das National Institute of Standards and Technology (NIST) in einem Wettbewerb ausgewählt wurden, darunter CRYSTALS-Dilithium für digitale Signaturen und CRYSTALS-Kyber für Schlüsselaustausch. Sie entstanden im Rahmen des Exzellenzclusters CASA (Cyber Security in the Age of Large Scale Adversaries) des Horst-Görtz-Instituts der Ruhr-Universität Bochum.

## Auszeichnungen
- Leibniz-Preis 2024[7]
- ERC Advanced Grant 2021
- Best paper award IACR EUROCRYPT 2016
- ERC Consolidator Grant 2013
- 2. Platz beim 4. Deutschen IT-Sicherheitspreis 2012 der Horst Görtz Stiftung für LaPiN, zusammen mit Stefan Heyse[8]
- Best paper award – International Association for Cryptologic Research EUROCRYPT 2011
- Sofja Kovalevskaja Award 2010
- Best paper award IACR EUROCRYPT 2010
- Best paper award IACR EUROCRYPT 2009
- DAAD Postdoc Fellow 2004
- Marie-Curie Fellow der Europäischen Union 2003